# Покровське-1
Покро́вське-1 (рос. Покровское-1) — селище у складі Нижньотагільського міського округу Свердловської області.
Старі назви — Сокол, Покровське (як частина села Покровське).